# Kernkraftwerk Niederaichbach
Das Kernkraftwerk Niederaichbach (KKN, nicht zu verwechseln mit dem ebenso abgekürzten, nicht realisierten Kernkraftwerk Niederamt in der Schweiz) war ein Schwerwasserreaktor und lag auf dem Gebiet der Gemeinde Niederaichbach in der Nähe von Landshut (Niederbayern). Das Kraftwerk war von 1973 bis 1974 in Betrieb. Es handelte sich um den einzigen jemals in Leistungsbetrieb befindlichen Druckröhrenreaktor in Deutschland.

## Hintergrund

### Neutronenphysik
Eine Kettenreaktion in einem Kernreaktor ist selbsterhaltend („kritisch“), wenn – durch Kernspaltung – genau so viele Neutronen „nachgeliefert“ werden wie durch die nächste Generation Spaltung „verbraucht“ werden. Hierbei sind mehrere Faktoren relevant, darunter die Geschwindigkeit der Neutronen, welche mit hoher Geschwindigkeit bei der Spaltung frei werden und erst abgebremst (=„moderiert“) werden müssen, bevor der Wirkungsquerschnitt hinreichend groß ist, um eine ausreichende Zahl von Atomkernen zu spalten. Als Moderator sind grundsätzlich alle Elemente mit kleinem Atomgewicht denkbar, wobei Neutroneneinfang der Wirkung als Moderator entgegensteht. Auch ist eine gewisse Dichte nötig, so dass gasförmige Stoffe (Helium, Stickstoff, Sauerstoff) ausscheiden. Letztlich bleiben in erster Linie Wasserstoff (bevorzugt in Form von Wasser) und Kohlenstoff sowie in zweiter Linie Beryllium als denkbare Moderatoren übrig.  Organische Kühlmittel/Moderatoren wurden verschiedentlich erprobt, haben jedoch – aufgrund der Photolyse – eine ungünstige Tendenz unter Gammastrahlung zu polymerisieren, und sind daher kaum noch Bestandteil aktiver Forschung. Alle bisher betriebenen Kernreaktoren nutzten eines oder mehrere der oben genannten Elemente als Moderator oder waren unmoderierte, so genannte  schnelle Reaktoren.
Es gibt zwei stabile Wasserstoffisotope: Protium (sein Atomkern besteht aus einem Proton) und Deuterium (sein Kern besteht aus einem Proton und einem Neutron). Deuterium absorbiert um Größenordnungen weniger Neutronen als Protium („normaler“ Wasserstoff) – es sind also bei Verwendung von Deuterium bzw. schwerem Wasser als Moderator mehr Neutronen für weitere Kernspaltungen verfügbar. Daraus folgt, dass Kritikalität bereits mit natürlichem Uran aufrechterhalten werden kann, während der Gehalt von ~0,72 % Uran-235 für den Betrieb eines Leichtwasserreaktors nicht ausreicht. Aus diesem Grund war auch der Naturreaktor Oklo nur in der entfernten geologischen Vergangenheit, als 235U einen höheren Anteil irdischen Urans ausmachte, „in Betrieb“. Die Urananreicherung hingegen ist ein energieintensiver und teurer Prozess und darüber hinaus als Dual-Use-Technologie internationalen Beschränkungen unterworfen. Aufgrund dessen nimmt man die hohen Kosten für die Beschaffung von schwerem Wasser und den (pro Kilo Brennstoff, jedoch nicht pro Kilo Uranerz) niedrigeren erzielbaren Burnup in Kauf, um Urananreicherung vermeiden zu können.

### Geschichte
Versuche, einen Kernreaktor mittels schwerem Wasser zu betreiben, haben in Deutschland wohl weltweit mit die längste Tradition. Während beim amerikanischen Manhattan-Projekt bereits früh die Eignung von Graphit als Neutronenmoderator erkannt wurde, übersah die Forschungsgruppe um Werner Heisenberg den Effekt der Verunreinigung von Graphit mit Bor, so dass die Meinung vorherrschte, Kritikalität sei nur mittels schwerem Wasser zu erreichen. Urananreicherung, wie sie in den USA zur selben Zeit betrieben wurde, wurde im deutschen Atomprogramm bis 1945 nie auch nur in Betracht gezogen. Zwar gelang es bis Kriegsende, insgesamt ausreichend schweres Wasser und Uran zu beschaffen, dass diese – hätte man sie an einem Ort zu einem Reaktor zusammengebaut – prinzipiell Kritikalität hätten erreichen können; es war aber wegen des Kriegsverlaufs und interner Reibereien nicht mehr möglich, mehr als einen Teil der verfügbaren Materialien im hohenzollerischen Haigerloch zusammenzubringen. Auch das letzte Experiment des Uranvereins war somit ein Fehlschlag.
Kanada, welches während des Manhattan-Projekts einige führende britische und französische Experten auf dem Gebiet der Kernphysik beherbergte und – aufgrund großer Ressourcen im Bereich Wasserkraft – auch Erfahrung und Kapazität im Bereich der Gewinnung von schwerem Wasser hatte, entwickelte noch in den 1940er Jahren den CANDU, einen Schwerwasserreaktor, welcher mit den begrenzten Fähigkeiten der damaligen kanadischen Schwerindustrie baubar war (Druckröhren statt monolithischer Reaktordruckbehälter) und ohne  – in den 1940er Jahren nur für die USA verfügbare – Urananreicherung auskam. Nachdem Kanada in den 1950er und 1960er Jahren die Technologie erfolgreich demonstriert hatte, folgten etliche internationale Exportaufträge, so in Indien, Rumänien (Kernkraftwerk Cernavodă), Südkorea, Pakistan und anderen Ländern. Da man die Schwerwasserreaktor-Technologie also allem Anschein nach vor allem in Länder des globalen Südens erfolgreich exportieren konnte, beschloss KWU, ebenfalls in dieses Marktsegment einzusteigen.
Der grundlegende Vorteil von Schwerwasserreaktoren gegenüber Leichtwasserreaktoren – nämlich die Möglichkeit des Betriebs mit unangereichertem Uran – blieb auch nach dem Krieg interessant, sodass Siemens/KWU auch in diesem Bereich Forschung und Entwicklung betrieb und den Bau eines Prototyps voranbrachte. Die zur damaligen Zeit ebenfalls relevante Technologie graphitmoderierter gasgekühlter Reaktoren, welche ebenfalls mit Natururan betrieben werden sollten, war in Großbritannien (Magnox) und Frankreich (UNGG) schon derartig weit fortgeschritten, dass man sich nicht imstande sah, den Technologierückstand aufzuholen.
Insgesamt erwies sich die Schwerwasserreaktor-Technologie als zukunftsfähiger, da im Gegensatz zu den gasgekühlten Baulinien, von denen nur noch einige wenige (mit angereichertem Uran betriebene) AGRs in Großbritannien in Betrieb sind, Schwerwasserreaktoren nach wie vor in Argentinien, Indien, Rumänien, Kanada und anderen Ländern einen Großteil der Reaktorflotte darstellen und der IPHWR von Indien aktiv weiterentwickelt und gebaut wird.

## Technische Daten und Betrieb
Die elektrische Bruttoleistung des Kernkraftwerks betrug 106 MW und die elektrische Nettoleistung 100 MW.
Der als Versuchskraftwerk geplante Druckröhrenreaktor sollte mit nicht angereichertem Uran (Natururan) betrieben werden. Er war mit Kohlendioxid (CO2) gekühlt und mit schwerem Wasser (D2O) moderiert.
Mit dem Bau des Kernkraftwerks wurde 1966 begonnen. Der Reaktor wurde fertiggestellt, obwohl schon 1967 absehbar war, dass das Konzept des Schwerwasserreaktors gegenüber dem Leichtwasserreaktor – neben den oben genannten Vorteilen – relevante Nachteile hatte.
Die Baukosten lagen bei 230 Millionen DM.
1974, eineinhalb Jahre nach der Inbetriebnahme musste der Reaktor wieder vom Netz genommen werden, weil es technische Probleme mit den Dampferzeugern gab. Die in dieser Zeit bereitgestellte Energie entsprach nur rund 18 Tagen Volllast. Nach Abschaltung des Reaktors Niederaichbach wurde die Schwerwasserreaktor-Technik in Deutschland nicht mehr fortgeführt. Am argentinischen Standort Atucha wurde der Bau zweier Schwerwasserreaktoren fortgeführt. Atucha I ging 1974 in Betrieb; Atucha II ging nach Baubeginn 1981 und einem im Jahre 1994 beginnenden und bis 2006 andauernden Baustopp erst 2014 in Betrieb.

## Demontage des Reaktors
Der Reaktor wurde zunächst in den sicheren Einschluss überführt; die Brennelemente wurden zur Wiederaufarbeitung zur CEA (Cadarache, Frankreich) abtransportiert.
1987 bis 1995 erfolgten die Demontage und Beseitigung; dies war der europaweit erste vollständige Rückbau eines Kernkraftwerks bis hin zur „grünen Wiese“. Er kostete 280 Millionen Mark (entspricht heute 240 Millionen Euro). Die aktivierten Stahlteile der Anlage wurden zunächst zum Kernforschungszentrum Karlsruhe und im Februar 2011 in das Zwischenlager Nord bei Lubmin überführt. Abfälle wurden ab Januar 1995 im Endlager ERAM (Morsleben) eingelagert.
Das Gelände ist aktuell Teil des Standortes des stillgelegten Kernkraftwerks Isar, welches später errichtet wurde. An der Stelle des ehemaligen KKWs ist eine Gedenktafel montiert.

## Daten des Reaktorblocks
Das Kernkraftwerk Niederaichbach hatte einen Kraftwerksblock:
| Reaktorblock         | Reaktortyp         | Netto- leistung | Brutto- leistung | Baubeginn    | Netzsyn- chronisation | Kommer- zieller Betrieb | Abschal- tung |
| -------------------- | ------------------ | --------------- | ---------------- | ------------ | --------------------- | ----------------------- | ------------- |
| Niederaichbach (KKN) | Druckröhrenreaktor | 100 MW          | 106 MW           | 1. Juni 1966 | 1. Jan. 1973          | 1. Jan. 1973            | 21. Juli 1974 |